# Hospodářský zločin
Hospodářský zločin či ekonomická kriminalita nebo v užším smyslu finanční zločin je trestný čin spáchaný v oblasti ekonomiky jako protiprávní přesun vlastnictví majetku nebo zneužívání hospodářských nástrojů. Hospodářské trestné činy mohou zahrnovat podvody (šekové podvody, podvody s kreditními kartami, hypoteční podvody, lékařské podvody, korporační podvody, podvody s cennými papíry (včetně obchodování zasvěcených osob), bankovní podvody, pojišťovací podvody, manipulace s trhem, podvody s platbami (prodejní místa), podvody v oblasti zdravotní péče ); krádež; podvody nebo triky důvěry; daňový únik; podplácení; korupce; pobuřování; zpronevěra; krádež identity; praní špinavých peněz; padělání, včetně výroby padělaných peněz a spotřebního zboží. Označuje se také jako zločin bílých límečků.